# Trippenhuis
Het Trippenhuis is een paleisachtig gebouw aan de Kloveniersburgwal 29 in Amsterdam. Het is een ontwerp van Justus Vingboons en tussen 1660-1662 gebouwd voor de gebroeders Louys en Hendrick Trip, wapenhandelaren. Het Trippenhuis is een van de laatste voorbeelden van het Hollands classicisme in Amsterdam. Dit grachtenpand is een van de weinige met een monumentale achtergevel. Al aan het begin van de 19e eeuw kreeg het pand een representatieve functie, toen de stad Amsterdam eigenaar werd van het zuidelijke gedeelte.
Sinds 1812 is het in gebruik door de Koninklijke Nederlandse Akademie van Wetenschappen en haar voorloper het Koninklijk Instituut van Wetenschappen, Letteren en Schoone Kunsten. Van 1817 tot 1885 deelde de Akademie het gebouw met het Rijksmuseum. Sinds 1887 is het gehele Trippenhuis eigendom van de Staat der Nederlanden (Rijksvastgoedbedrijf). Het behoort tot de 'Top 100 van de Rijksdienst voor de Monumentenzorg' uit 1990.

## Geschiedenis
Het huis is gebouwd in opdracht van de gebroeders Louys (Lodewijk) Trip (1605-1684) en Hendrick Trip (1607-1666), zonen van Jacob Trip en Margaretha de Geer. Louys en Hendrick verbleven een tijdlang in Zweden om zich te bekwamen in mijnbouw en handel en vestigden zich rond 1630 in Amsterdam. Louys trouwde met Emerentia Hoefslager; na het overlijden van Cecilia Godin, hertrouwde Hendrick met Johanna de Geer, een nichtje van hun grote concurrent en oom Louis de Geer. Ze woonden aanvankelijk op de Keizersgracht, maar verhuisden naar de Sint Antoniesbreestraat en de Oude Turfmarkt.
Louys en Hendrick Trip handelden in koper, teer, ijzer, wapens en munitie, en bezaten in Zweden mijnen, ovens, smederijen en geschutgieterijen. Ze waren tot 1640 tijdelijk betrokken bij patroonschappen in Nieuw-Nederland.
Hendrick was meestal de bedenker van de plannen en Louys de uitvoerder.
De broers wilden het huis van Louis de Geer, het Huis met de Hoofden, in de schaduw stellen. Om dit te kunnen doen, sloegen zij in 1655 de handen ineen en lieten door Justus Vingboons (1620/21-1698) een burgerpaleis ontwerpen, bestaande uit twee volledige huizen achter een gemeenschappelijke voorgevel. De kosten van de bouw van het Trippenhuis bedroegen 250.000 gulden. Het pand is zeven traveeën breed; tegenwoordig de breedste grachtenhuisgevel van Amsterdam.

## Het ontwerp
Justus Vingboons, die een tijdlang in Zweden actief was, ontwierp een lijstgevel met een kolossale Korinthische orde van acht Korinthische pilasters, een van de meest indrukwekkende pilastergevels van Amsterdam. Het geheel is in Bremer- en Bentheimer zandsteen uitgevoerd. Een groot driehoekig fronton rust op vier pilasters. De twee pilasters aan weerszijden vormen een eveneens naar voren komend gedeelte, waardoor het karakter van een paleisgevel wordt verkregen. Het gebruik van Korinthische pilasters bij een woonhuis werd aanvankelijk niet geschikt geacht voor burgerhuizen, zeker niet pilasters met voor Amsterdam unieke gecanneleerde schachten. Het Trippenhuis als burgerpaleis onderstreept het burgerlijk karakter van Amsterdam. Het huis is heel bewust aan de Kloveniersburgwal gebouwd en niet in de in die tijd moderne grachtengordel. Over de toen veel lagere huizen was goed het stadhuis aan de Dam te zien - en vanuit het stadhuis dus ook het huis van de gebroeders Trip van Dordrecht. Oorspronkelijk was het zelfs de bedoeling het Trippenhuis te sieren met een koepeltorentje zoals op het stadhuis aan de Dam maar dit is niet doorgegaan, waarschijnlijk omdat de toren op de scheidingsmuur tussen de twee huizen moest rusten. De zware houtconstructie waarop het torentje moest rusten is wel gemaakt en op de zolders van het Trippenhuis goed te zien.
Achter de voorgevel bevinden zich twee huizen; links het huis van Hendrick, rechts dat van Louys (waarschijnlijk hebben de broers geloot). De scheidingsmuur tussen de twee huizen, een halve meter dik, bevindt zich precies in het midden van de gevel, achter de middelste rij ramen. Volgens de klassieke voorschriften mocht er geen pilaster in de as van het huis zitten: het aantal pilasters is dus even en daarom moesten er wel ramen in het midden zitten (oorspronkelijk waren deze middelste ramen geblindeerd).
De gevel is versierd met vruchtenslingers tussen de ramen, in het midden met olijf- en palmtakken (symbolen van de vrede). Op het dak staan hoekschoorstenen in de vorm van mortieren, verwijzend naar de producten waarmee de gebroeders hun rijkdom hadden verworven. In het timpaan zit het wapen van de familie Trip (drie tripklompjes) geflankeerd door vier kanonlopen en aan weerszijden een voorraad kanonskogels. De achtergevel heeft een timpaan met het familiewapen.
In 1730 is het rechterhuis (van Louys) in Lodewijk XIV-stijl verbouwd, in opdracht van Elisabeth van Loon. Op de begane grond werd een gestucte gang gemaakt en het voorhuis werd gewijzigd. Overigens woonde Elisabeth van Loon maar kort in het Trippenhuis: van 1730 tot 1733. Het linkerhuis heeft meer van zijn oorspronkelijk interieur behouden, zoals de plafonds door Nicolaes de Helt Stockade. Tot het begin van de negentiende eeuw bleef het Trippenhuis eigendom van de familie Trip, maar het werd bewoond door o.a. Nicolaas Six. Gerrit Braamcamp had er tussen 1750 en 1758 zijn collectie opgehangen, met beneden een suppoost. Ook Willem Buys en Nicolaes Warin, beiden directeur van de Sociëteit van Suriname bewoonden het pand.

## Het gebruik in de 19e eeuw
In 1809 werd het Wetgevend Lichaam in het Trippenhuis gevestigd.
Vanaf 1812 was het Koninklijk Instituut van Wetenschappen, Letteren en Schoone Kunsten (in 1808 opgericht door Lodewijk Napoleon) hier gevestigd; de voorloper van de huidige Koninklijke Nederlandse Akademie van Wetenschappen. De andere helft was in gebruik bij de kunsthandelaar Cornelis Sebille Roos, inspecteur van het Nationaal Museum. In 1815 werden de beide helften met elkaar verenigd. Vanaf 1816 werd het Rijksmuseum in het Trippenhuis gevestigd, maar de huisvesting bleek spoedig te klein door de aankopen van Cornelis Apostool. In 1838 verdwenen de schilderijen van nog levende kunstenaars naar Paviljoen Welgelegen in Haarlem, maar andere schilderijen, waaronder De Nachtwacht bleven in het Trippenhuis, tot in 1885 het door Pierre Cuypers ontworpen Rijksmuseumgebouw aan de Stadhouderskade werd geopend.
Ter uitvoering van het concordaat van 1827 werd het Trippenhuis genoemd als mogelijk toekomstig bisschoppelijk paleis van een op te richten rooms-katholiek bisdom Amsterdam.

## Varia
- De suppoost en tekenaar Gerrit Lamberts woonde in zijn laatste jaren in het Trippenhuis en is in 1850 van daaruit begraven.
- De binnentuin is in de loop der jaren volgebouwd.
- Aan de overzijde bevindt zich het Kloveniersburgwal 26 het Klein Trippenhuis, gebouwd in dezelfde stijl en ook een rijksmonument.

## Galerij

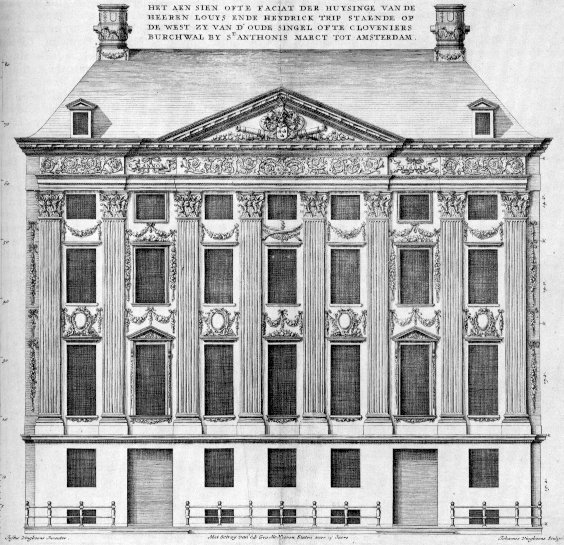
Ontwerptekening Trippenhuis. Bron: bma.amsterdam.nl.
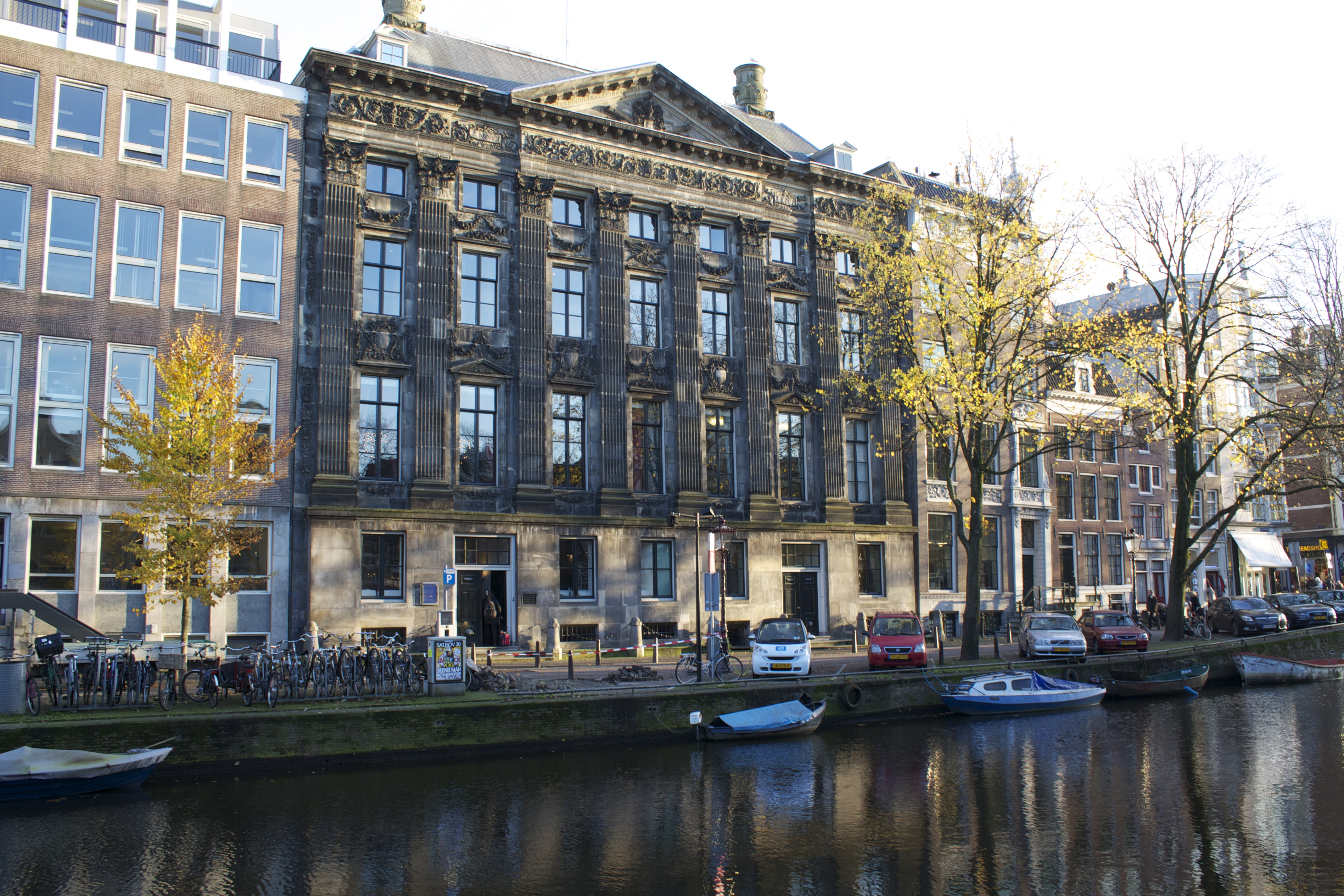
Het Trippenhuis in 2013
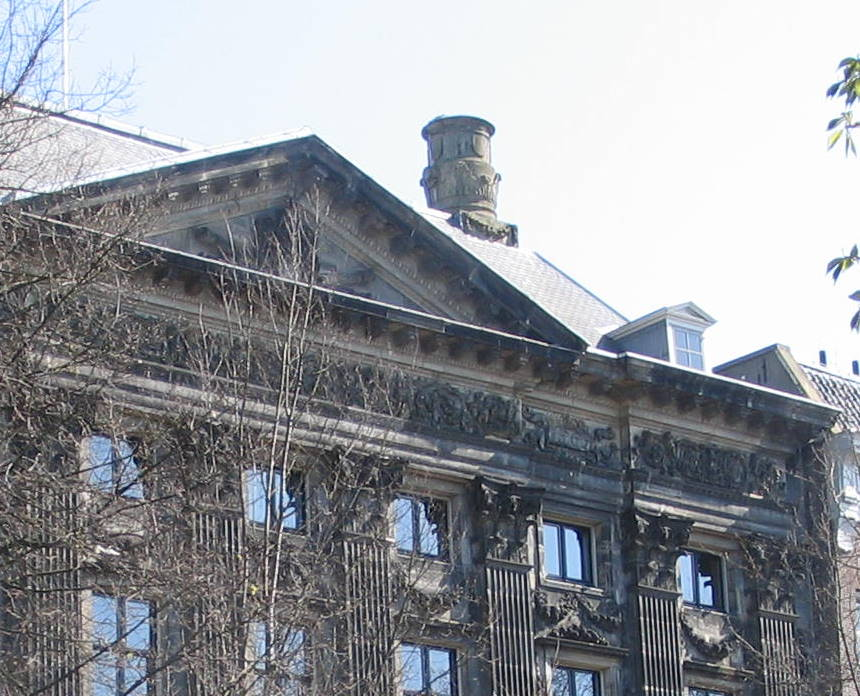
Detail dak met schoorsteen
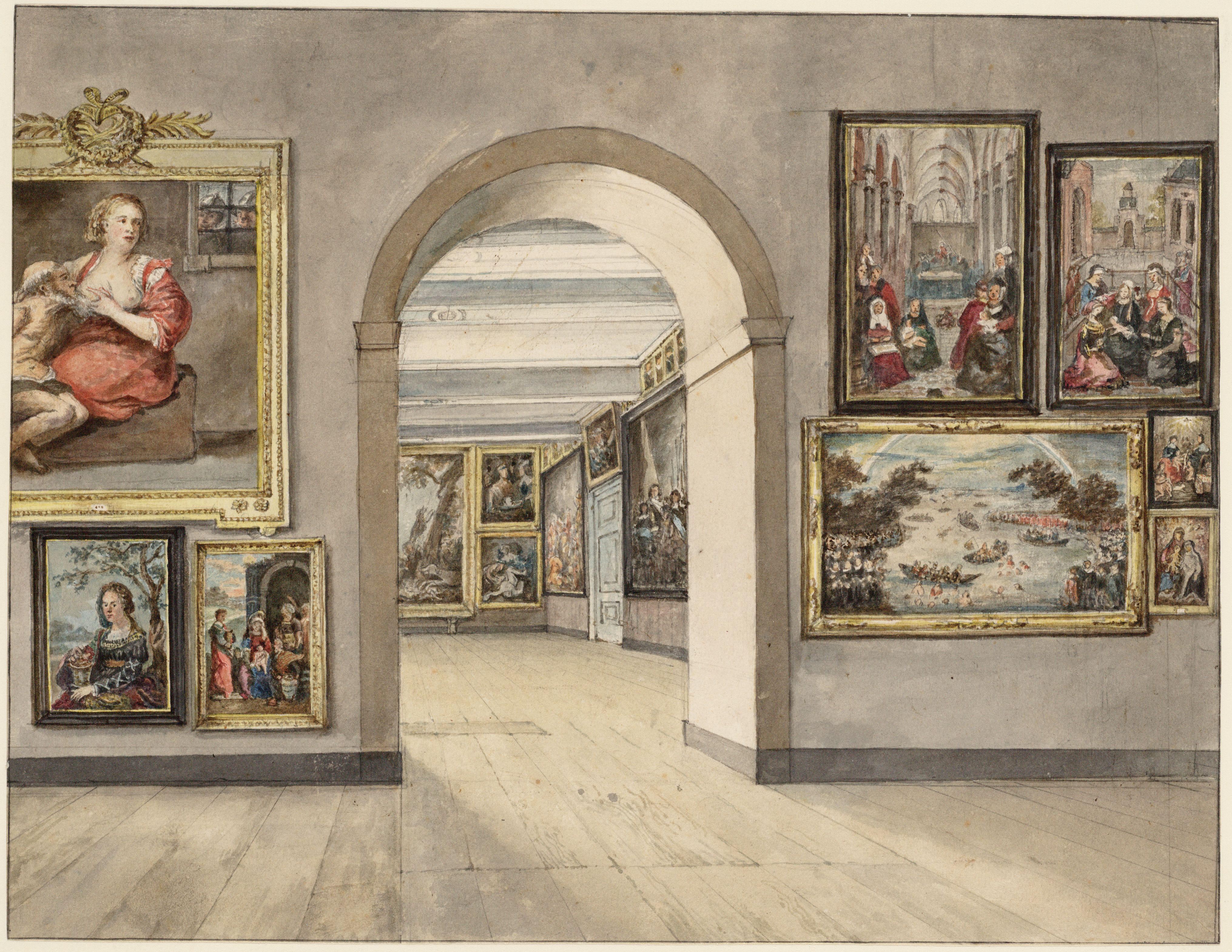
Het interieur van het Trippenhuis, de boven voorzaal in de periode als Rijksmuseum, vóór de veranderingen van augustus 1845